# منع التخثر

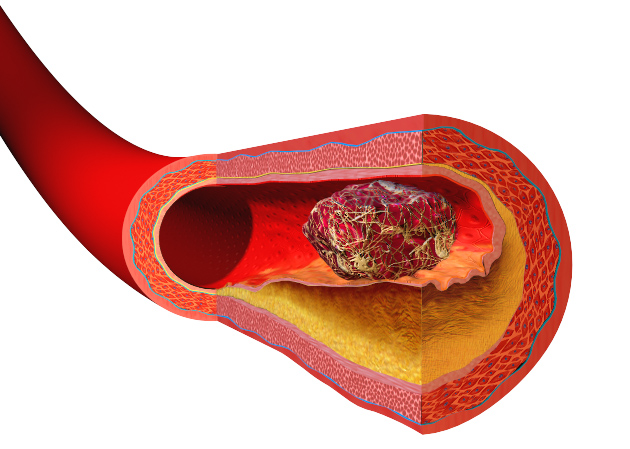

منع تجلط الدم أو الوقاية من التخثر هو علاج طبي لمنع تطور التجلط (جلطات الدم داخل الأوعية الدموية) لدى أولئك المعرضين لخطر الإصابة بتجلط الدم. بعض الناس أكثر عرضة لتكوين جلطات الدم من غيرهم. تبدأ تدابير الوقاية أو التدخلات عادة بعد الجراحة حيث يكون الناس أكثر عرضة لخطر عدم الحركة.
يتعرض الأشخاص الخاضعون لجراحة السرطان لخطر الإصابة بجلطات الدم. تستخدم مخففات الدم لمنع الجلطات، وهذه المسيلات لها فعالية وسلامة مختلفة. أجرت الأبحاث 20 دراسة شملت 9771 شخصًا مصابًا بالسرطان. لم تحدد الأدلة أي فرق بين تأثيرات مميعات الدم المختلفة على الموت، أو تطوير الجلطة، أو النزيف. بعد الجراحة عانى بعض الأشخاص من كدمات قليلة في حين أن البعض الآخر قد قلل لديه خطر الإصابة بالجلطة لكن تباينت موثوقية الأدلة من منخفضة إلى متوسطة.
أشارت البيانات من خمس دراسات مع 422 مشاركًا إلى أن تأثير الهيبارين منخفض الوزن الجزيئي (LMWH) على الوفاة مقارنة مع الهيبارين غير المجزأ غير مؤكد.
هناك تدخلات دوائية وتدخلات غير دوائية. يمكن تعديل خطر الإصابة بجلطات الدم عن طريق تعديل نمط الحياة، والتوقف عن تناول موانع الحمل الفموية، وفقدان الوزن. غالبًا ما يُستخدم كلا التدخلين لدى الأشخاص المعرضين لمخاطر عالية. العلاجات التي تمنع تكوين جلطات الدم متوازنة مع خطر النزيف.
أحد أهداف الوقاية من تجلط الدم هو الحد من الركود الوريدي لأنه عامل خطر كبير لتكوين جلطات دموية في الأوردة العميقة للساقين. يمكن أن يحدث الركود الوريدي خلال فترات عدم الحركة الطويلة. يوصى أيضًا بالوقاية من تجلط الدم في أثناء السفر الجوي. تكون الوقاية من التخثر فعالة في منع تكوين جلطات الدم، واستقرارها في الأوردة، وتطورها إلى الجلطات الدموية التي يمكن أن تنتقل عبر الدورة الدموية لتسبب انسدادًا وموت الأنسجة لاحقًا في الأعضاء الأخرى. يعود الفضل إلى كلارنس كرافورد في أول استخدام لوقائي التخثر في .1930

## العلاجات الطبية
لا يُستخدم العلاج الوقائي للتخثر فقط للوقاية من تجلط الأوردة العميقة، ولكن يمكن استخدامه أيضًا للوقاية من تكون جلطات الدم في الأعضاء والظروف الأخرى غير المرتبطة بالتجلط الوريدي العميق:
- مضاعفات دماغية
- الإجهاض
- الحمل خارج الرحم
- الحمل العنقودي
- الحمل
- الولادة والنفاس
- الشريان التاجي
- تجلط الوريد البابي
- داخل القحف، غير عضوي
- داخل النخاع، غير عضوي
- مساريقي
- رئوي[7][8]

## التدخلات العامة
أصدرت مراكز السيطرة على الأمراض والوقاية منها إرشادات عامة تصف التدخلات التي يمكن تناولها لتقليل مخاطر تكوين جلطات الدم:
توصي مراكز السيطرة على الأمراض والوقاية منها بما يلي:
- تحرك في أسرع وقت ممكن بعد أن تكون مقيدًا في الفراش، مثل بعد الجراحة أو المرض أو الإصابة.
- إذا كنت معرضًا لخطر الإصابة بجلطات الأوردة العميقة، فتحدث إلى طبيبك بشأن:
- جوارب ضغط متدرجة (تسمى أحيانًا «جوارب ضغط طبية»).
- الأدوية (مضادات التخثر) للوقاية من الإصابة بجلطات الأوردة العميقة.
- عند الجلوس لفترات طويلة، مثل السفر لأكثر من أربع ساعات:
- انهض وتجول كل ساعتين إلى ثلاث ساعات.
- مرّن رجليك في أثناء جلوسك عن طريق:
- رفع وخفض كعبيك مع إبقاء أصابع قدميك على الأرض.
- رفع وخفض أصابع قدميك مع الحفاظ على كعبك على الأرض.
- شد وإرخاء عضلات ساقيك.
- ارتدِ ملابس فضفاضة.
- يمكنك تقليل المخاطر عن طريق الحفاظ على وزن صحي، وتجنب نمط الحياة الكسول، واتباع توصيات طبيبك بناءً على عوامل الخطر الفردية الخاصة بك.

### التدخلات في أثناء السفر
قد يساهم الضغط على حافة مقعد على متن الطائرة في المنطقة المأبضية في تلف جدار الوعاء الدموي وكذلك الركود الوريدي. قد ينتج تنشيط التخثر عن تفاعل بين المقصورة (مثل انخفاض الضغط ونقص الأكسجين) وعوامل الخطر الفردية لتشكيل جلطات الدم. لم تسفر دراسات الآليات الفيزيولوجية المرضية عن زيادة خطر الإصابة بانسداد الخثار الوريدي أو (في تي إي) VTE  بعد السفر لمسافات طويلة عن نتائج ثابتة، ولكن يبدو أن الركود الوريدي يلعب دورًا رئيسيًا؛ قد تؤدي العوامل الأخرى الخاصة بالسفر الجوي إلى زيادة تنشيط التخثر، لا سيما عند الركاب الذين يعانون من عوامل الخطر الفردية للإصابة بالجلطات الدموية الوريدية.

## التفاعلات الغذائية
من خلال احتوائها على نسبة كبيرة من فيتامين ك، تعمل بعض الأطعمة كمضادات للأدوية المضادة للصفيحات ومضادات التخثر؛ وتشمل الخضار الورقية الخضراء، مثل السبانخ، والبقوليات، والقرنبيط.

## الموانع
لا يعد منع تجلط الدم بالأدوية آمنًا في الحالات التالية:
- مريض غير متعاون
- ولادة حديثة
- نزيف الجهاز الهضمي
- نزيف الجهاز التناسلي
- نزيف الجهاز البولي التناسلي
- خلل الدم النزفي
- القرحة الهضمية
- إدمان الكحول
- عدوى
- جراحة العيون
- جراحة الدماغ
- جراحة الحبل الشوكي
- نزيف دماغي وعائي حديث[1]
- قد تؤدي إضافة الهيبارين إلى الجوارب الضاغطة إلى منع تجلط الدم.[10]